# Proscopie
Proscopie (van Oudgrieks προσκοπεῖν  "vooruitzien"), verwijst naar voorkennis (precognitie): de verwerving van toekomstige informatie die niet afgeleid kan worden van de op dat ogenblik beschikbare en normale, zintuiglijk verkregen informatie. De verwante term voorgevoel verwijst naar informatie over een toekomstige gebeurtenis die gezien wordt als een emotie. Deze termen worden doorgaans gebruikt om een schijnbaar parapsychologisch of buitenzintuiglijk proces van perceptie aan te geven, waaronder helderziendheid. Verscheidene psychologische processen, die geen verwijzing maken naar psi, zijn ook al overwogen om het fenomeen te verklaren.